# 사망원인
사망원인(死亡原因) 또는 사인(死因)은 법학, 의학, 통계학에서 인간의 사망을 초래하게 한 조건을 의미하며, 이는 사망진단서에 기록될 수 있다.
각국의 사망원인을 순위별로 보면 서유럽 제국(諸國)에서는 1위가 심장질환, 2위가 암, 3위가 고혈압으로 인한 졸도 등이다. 세계 인구사(人口史)를 보면 인구동향에 크게 작용한 사망원인으로서는 전염병의 대유행이 있다. 최근까지 페스트·콜레라·티푸스·천연두 등의 전염병은 유럽을 비롯한 각 지역에 유행하여 그때마다 많은 사망자를 내어 인구에 영향을 미쳤다. 543년에 이집트에서 비잔틴에 도착한 배로 소맥(小麥)과 함께 상륙한 페스트는 그 이후 1억여명을 사망시켰다고 한다. 페스트는 근대 유럽에서도 자주 유행하여 그때마다 사망률이 크게 높아졌다. 특히 14세기와 17세기에 유럽을 엄습한 흑사병(黑死病：페스트의 1종)의 유행에 의한 대량의 사망은 근대 인구학(人口學)의 시조(始祖)로 불리는 그론트(John Graunt)나 쥐스밀히(Johann Peter Sssmilch) 등에 의한 인구현상의 통계학적 연구에 큰 자극이 되었다. 전염병과 함께 인류의 사망률을 높인 것에는 기근(飢饉)·흉작과 함께 전쟁을 들 수 있다. 
전염병에 관해서는 오늘날 세계적으로 보아 상당히 많이 해결되었으나 기근·흉작과 특히 전쟁은 아직 해결되지 못한 큰 문제이다. 쥐스밀히는 자신의 저서 『신(神)의 질서』(1714년)에서 인구증가에 대한 최대의 장애로서 전쟁·기근·전염병을 들고 있으며 이 가운데 전쟁은 기근과 유행병을 수반함으로써 직접·간접으로 사망수를 크게 증가시켜 왔다. 직접 전투에 의해서 다수의 사람이 사망할 뿐만 아니라 노동력과 물자의 결핍은 시민의 건강을 해치고 전염병을 만연시키며 사망률을 높인다. 19세기까지는 직접적인 전사자수(戰死者數)보다는 전쟁에 의한 질병과 전염병으로 인한 사망자가 더 많았다. 20세기에 와서 이것이 역전된 것은 전장(戰場)에서의 전염병에 대한 조치가 발달했기 때문이다. 그러나 전쟁에 의한 사망자(死亡者)수는 전체적으로 매우 커지고 있다. 제1차 세계대전의 전사자는 약 854만명, 부상자는 2,122만명, 제2차 세계대전에서는 전쟁에 의한 사망자가 군인과 시민을 합쳐 2,200만명, 부상 3,440만명이라고 한다. 말하자면 제2차 세계대전에서 전 인류의 약 1퍼센트가 사망한 셈이다. 이 결과는 참전 각국의 인구연령구조에 대해 오랜 기간을 두고 커다란 영향을 미쳤다.